# Arqueria chinesa

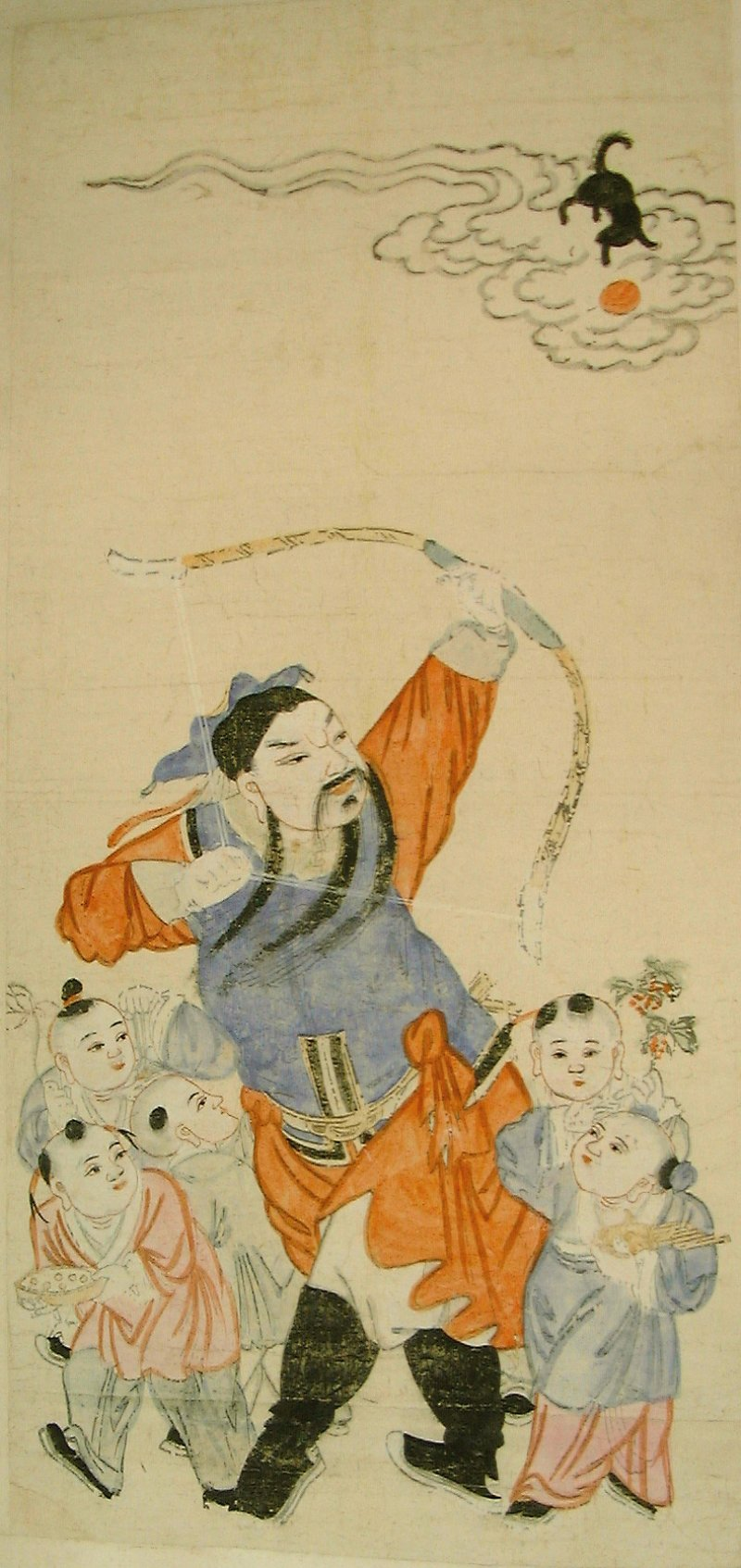
Zhang Xian atirando um arco de pedra no tiangou, que está causando um eclipse.

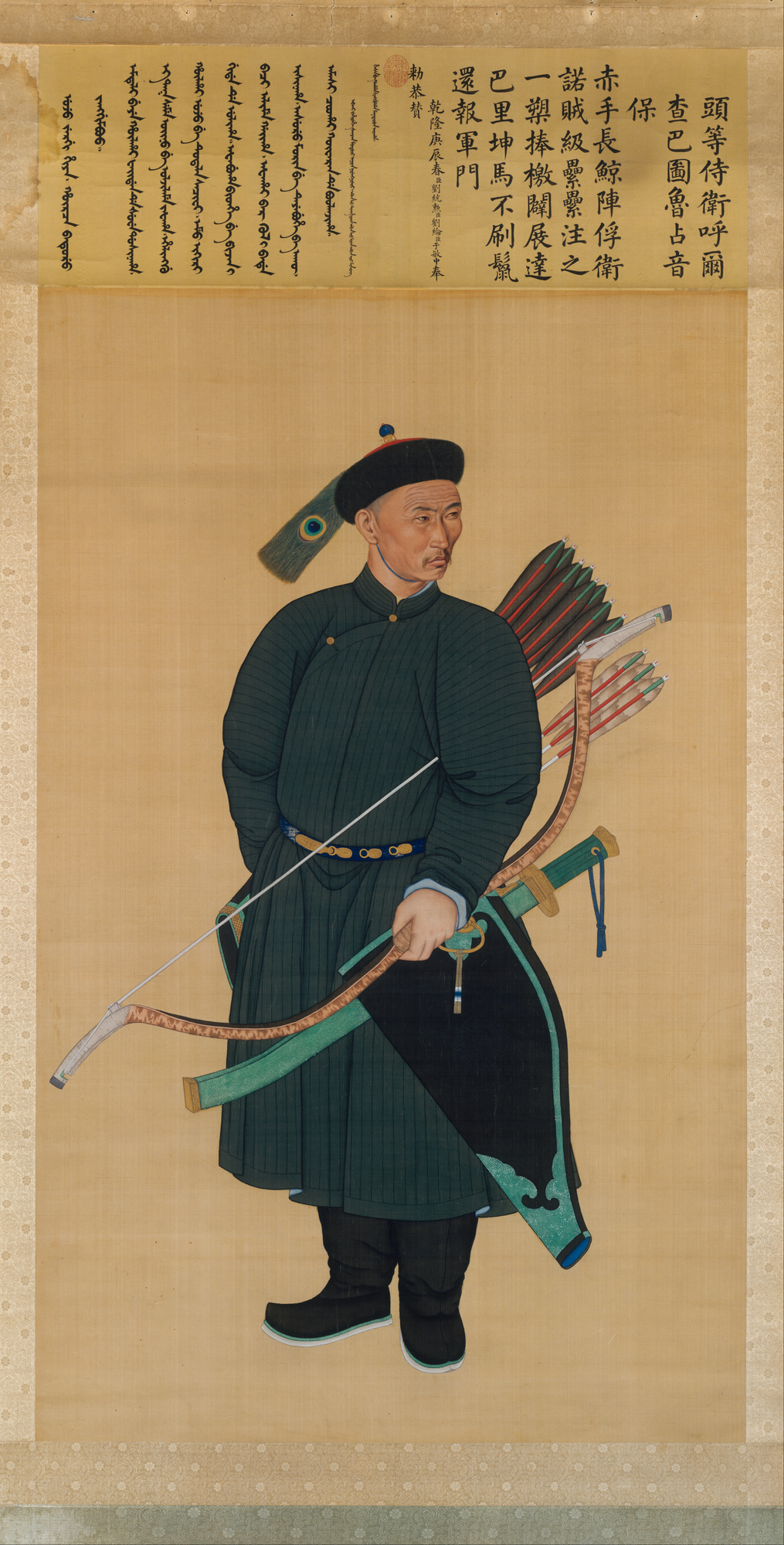
Retrato de um guarda-costas imperial Zhanyinbao, com seu arco e flecha equipado com um dao (1760)

Por milênios, a arqueria chinesa (chinês simplificado: 中华射艺;  chinês tradicional: 中華射藝; pinyin: zhōnghuá shè yì, a arte da arqueria chinesa) tem desempenhado um papel fundamental na sociedade chinesa. Em particular o tiro com arco se destaca na cultura e filosofia chinesa antiga: o tiro com arco foi uma das seis artes nobres da dinastia Zhou (1146-256 A.C.); a habilidade com arco e flecha era uma virtude para os imperadores chineses; o próprio Confúcio  foi professor de arqueria; e Lie Zi (um filósofo taoísta) foi um ávido arqueiro. Como as culturas associadas com a sociedade chinesa se estenderam por uma vasta geografia e intervalo de tempo, as técnicas e os equipamentos associados com a arqueria chinesa são as mais diversas. Com a chegada das armas de fogo e outras circunstâncias do século XX, a China levou ao fim o uso do arco e flecha como uso militar e prática ritual, e durante grande parte do século XX, apenas um artesão tradicional de arco e flecha permaneceu. No entanto, no início do século XXI em diante, houve um reavivamento de interesse entre artesãos para construir arcos e flechas, bem como a prática no estilo tradicional chinês.
A prática chinesa de tiro com arco pode ser referido como "O caminho do arco e flecha" (em chinês:  射道), um termo derivado a partir do século XVII na Dinastia Ming vindo de manuais escritos por Gao Ying (em chinês:  高颖, nascido em 1570, morreu ?). O uso de 道 (em chinês:  dào, o caminho) também pode ser visto em nomes utilizados para outros estilos do leste Asiático, tais como tiro com arco japonês (Kyudo) e o tiro com arco coreano (Gungdo).

## O uso e a prática
Em tempos históricos, o povo chinês usou arco e flecha para caça, esportes, rituais, exames e para guerra.
A China tem uma longa história de arqueria montada (disparo a cavalo). Antes do período dos Estados Guerreiros (475-221 A.C.
), o tiro sobre uma biga foi a principal forma de campo de batalha de arco e flecha. A organização típica era de que cada carruagem levaria um piloto, um alabardeiro, e um arqueiro. Eventualmente, a arqueria montada acabou substituindo as bigas durante o período dos Estados Guerreiros. O primeiro registro do uso de arqueria montada por chineses Han ocorreu com as reformas do Rei Wuling de Zhao em 307 A.C. Apesar da oposição dos seus nobres, Zhao Wuling realizou reformas militares incluindo a adoção de táticas de tiro com arcos das tribos Xiongnu que ficavam na fronteira, o que significava o tiro a cavalo e o abandono das vestes Hanfu em favor da vestimenta dos nômades e o uso das calças de equitação.
Para a infantaria, a arma de longa distância preferida era a besta, porque era necessário menos treinamento do que para atirar com um arco. A partir de 600 A.C., os besteiros chineses pregaram um sofisticado mecanismo de gatilho de bronze que permitiu o tiro com libragens mais altas No entanto, durante a dinastia Ming (1368-1644 CE) voltou-se a utilizar mecanismos mais simples de gatilho, provavelmente porque a habilidade de construção de gatilhos de bronze foi perdida durante a dinastia mongol Yuan (1271-1368 CE). Ainda assim, o uso de arco e flecha na infantaria teve funções importantes na formação militar, bem como em batalhas navais.

### Rituais e exames

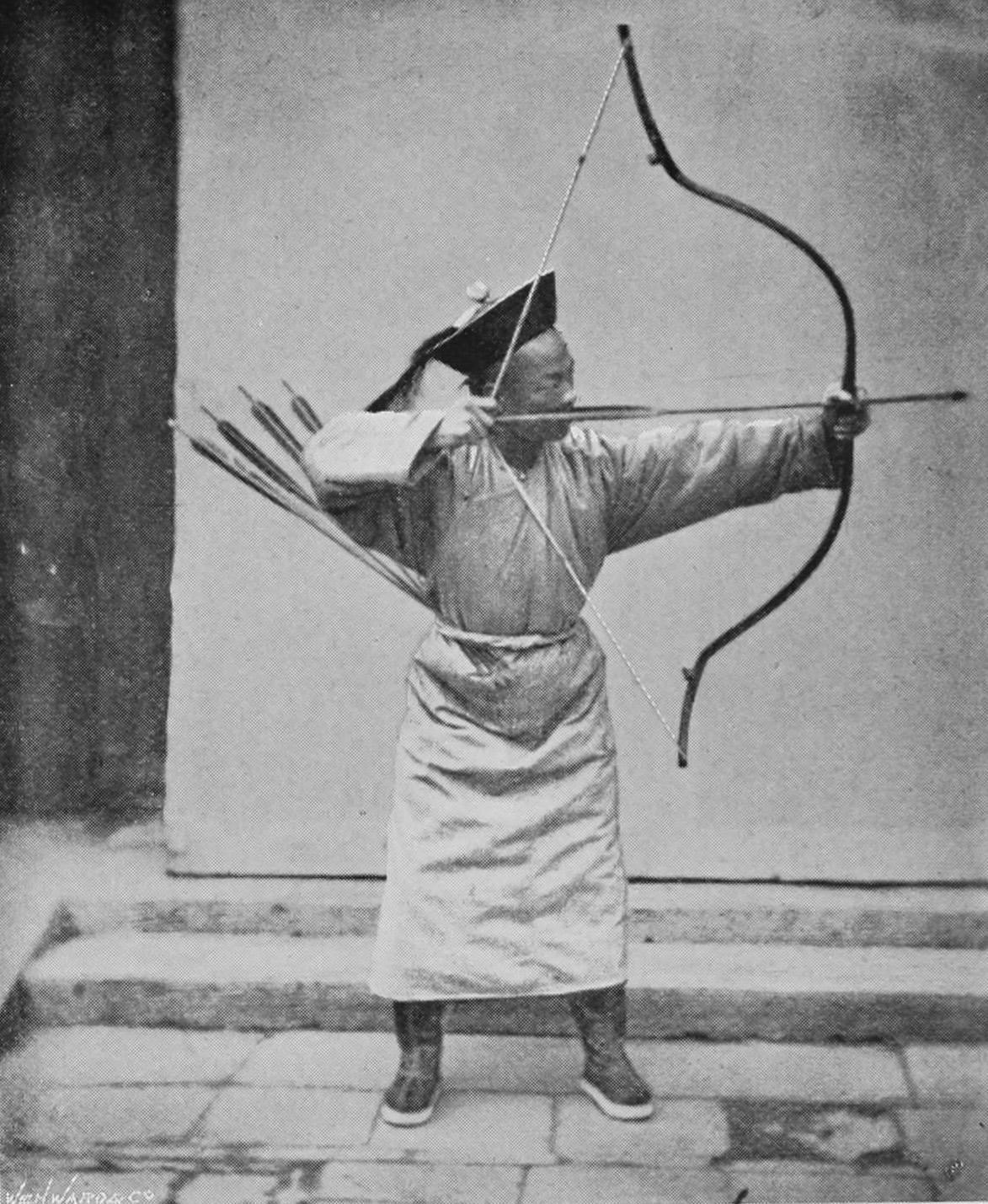
Arqueiro chinês (Manchu) fotografado nos anos 1870.

Na dinastia Zhou (1146-256 A.C.), os nobres realizavam regularmente rituais de tiro com arco que simbolizavam e reforçavam a ordem dentro da hierarquia aristocrática. O arranjo típico envolvia pares de arqueiros atirando em um alvo em um pavilhão, acompanhados pela música cerimonial e vinho. Nesses rituais, atirar com postura e conduta era mais importante do que simplesmente acertar o alvo. Os rituais de tiro com arco serviram como um contraponto para o retrato típico dos arqueiros, que apesar de habilidosos, eram muitas vezes arrogantes. Confúcio foi um professor de arqueria, e seu próprio ponto de vista sobre arco e flecha e os rituais foi a de que "Uma pessoa refinada não vê uso para a competitividade. No entanto, se ele não pode evitá-la, então deixe-o competir através do arco e flecha!"
Apesar dos rituais de arqueria civil cairem em desuso após a dinastia Zhou, exames inspirados pela era Zhou tornaram-se uma parte regular do programa militar de estudos em dinastias posteriores, tais como o Han, Tang, Song, Ming e Qing. Estes exames providenciavam a seleção de oficiais militares com base no mérito. (Exame Imperial#Exames Militares), além de tiro com arco em pé, os exames também contavam com tiro montado, bem como os testes de resistência com arcos especialmente desenvolvidos para esse fim.
O futebol e o tiro com arco foram praticados pelos Imperadores da era Ming. O hipismo e arco e flecha eram os passatempos favoritos de He Suonan, que serviu nas forças armadas de Yuan e Ming forças sob o comando de Hongwu. As torres de arqueiros foram construídas pelo Imperador Zhengtong na Cidade Proibida. Torres de arqueiros foram construídas sobre as muralhas da cidade de Xi'an erguida por Hongwu. O lago Houhu era guardado por arqueiros em Nanjing durante a dinastia Ming.
As Seis Artes eram matemática, caligrafia, literatura, hipismo, tiro com arco, música e ritos.
No colégio imperial (Guozijian), direito, matemática, caligrafia, hipismo, e arco e flecha foram enfatizados pelo  Imperador Hongwu da era Ming, além de clássicos de Confúcio e também a necessidade de Exames Imperiais. O arco e flecha e hipismo foram adicionados ao exame por Hongwu em 1370, como arco e flecha e hipismo foram necessários para não-oficiais militares no 武舉 Colégio de Guerra em 1162 pelo Imperador Xiaozong. A área em torno do Portão de Nanjing foi utilizada para o tiro com arco por guardas e os generais sob a liderança de Hongwu.
O exame imperial incluía a arqueria. A arqueria montada era praticada por chineses que viviam perto da fronteira. Os escritos de Wang Ju sobre a arqueria foram seguidos durante as dinastias Ming e Yuan e os Ming desenvolveram novos métodos de tiro com arco. Jinling Tuyong mostrou o tiro com arco em Nanjing durante a dinastia Ming. Concursos de arco e flecha foram realizadas na capital para a Guarnição de soldados da guarda que foram escolhidos a dedo.
O hipismo e arco e flecha eram as atividades favoritas de Zhu Di (o Imperador Yongle) e seu segundo filho, Zhu Gaoxu.
O filho mais velho e sucessor do Imperador Yongle, o Imperador Hongxi, não tinha interesse em assuntos militares, mas se realizou na arqueria.
A arqueria e o hipismo eram passatempos freqüentes do Imperador Zhengde. Ele praticava tiro com arco e equitação com eunucos. Monges Tibetanos Budistas, mulheres muçulmanas e músicos foram obtidos e fornecidos ao imperador Zhengde pelo seu guarda Ch'ien Ning, que era familiarizado com o arqueiro ambidestro e militar Chiang Pin. Um comandante militar realizado e arqueiro que foi rebaixado para o status de plebeu em uma injusta acusação de traição era o neto do Príncipe de Lu, em 1514.
As competições de tiro com arco, hipismo e caligrafia foram alguns dos passatempos do Imperador Wanli.
O tiro com arco e o hipismo foram praticados por Li Zicheng.

### Caça
A caça era uma disciplina importante na arqueria chinesa e cenas de caça usando o arco e flecha a cavalo possuem destaque nas obras de arte chinesas.
Além de usar os arcos e flechas normais, dois subgêneros distintos surgiram da caça com arco e flecha: o pellet bow para caçar aves, e o tiro com a flecha amarrada ao arco para caçar aves aquáticas. O primeiro consistia em literalmente atirar bolinhas de pedra e envolvia o uso de um arco leve  com uma bolsa amarrada a corda projetada para atirar uma bolinha de pedra. A disciplina de tiro com pedras supostamente foi o precursor de tiro com arco e flecha, e a prática de tiro de pedras persistiu durante muitos séculos. Por contraste, a caça com um laço na ponta da flecha (que foi feito para envolver e prender o alvo em vez de perfurar) foi destaque no início de pinturas, mas parece ter morrido antes da dinastia Tang (618-907 D.C.).

### Declínio
Em contraste com a arqueria coreana e o japonesa (cujas tradições foram preservadas através de uma transmissão direta), as circunstâncias do século XIX e 20 na China tornaram difíceis a transmissão da arqueria tradicional chinesa para os dias de hoje.
O uso militar de armas de fogo começou na dinastia Ming (1368-1644 CE), e uso geral de armas de pólvora já na dinastia Song (960-1279 D.C.). Apesar desta adoção, os arcos e as bestas permaneceram parte integrante do arsenal militar por causa da taxa de disparo lenta e da falta de confiabilidade nas primeiras armas de fogo. Esta situação mudou perto do fim da dinastia Qing (1644-1911 CE), quando a disponibilidade de armas de fogo confiáveis fez o tiro ao arco menos eficaz como arma militar. Como tal, o Imperador Guangxu aboliu o tiro ao arco do programa de exames militares em 1901.
Entre o colapso da China Imperial em 1911 e o início da Segunda Guerra Sino-Japonesa (1937-1945), houve um esforço de curta duração para revitalizar a prática tradicional de tiro com arco. Após a Segunda Guerra Mundial, os fabricantes de arco tradicionais conseguiram continuar seu ofício até a Revolução Cultural (1966-1976), quando as circunstâncias forçaram oficinas como Ju Yuan Hao a suspender a fabricação de arcos tradicionais chineses.

### Reconstrução moderna e renascimento
Em 1998, Ju Yuan Hao retomou a produção de arco e, até recentemente, era a única oficina ativa, construindo arcos e flechas no estilo tradicional chinês
No entanto, com os esforços dedicados de artesãos, pesquisadores, promotores e entusiastas, a prática do tiro com arco chinês tradicional tem experimentado um avivamento no século XXI. A partir de 2009, estabeleceram um Seminário Anual de arqueria tradicional chinesa. Através de uma nova compreensão e reconstrução dessas práticas de tiro com arco, seu objetivo é criar uma nova tradição viva para o tiro com arco chinês. Os entusiastas de Hanfu também reviveram os rituais da arqueria tradicional como Zheng Haiting que faz questão de utilizar a vestimenta tradicional.

## Técnica
Muitas variações na técnica de tiro com arco evoluíram em toda a história chinesa, por isso é difícil especificar completamente um estilo chinês canônico. A dinastia Han (206 aC-220 CE) tinha pelo menos 7 manuais de tiro com arco em circulação (incluindo um manual do general Li Guang) e a dinastia Ming (1368-1644 CE) tinha pelo menos 14 escolas diferentes de tiro com arco e teoria da besta, e a dinastia Qing viu a publicação de livros de mais de 14 escolas diferentes de tiro com arco. A semelhança entre todos esses estilos é que colocaram grande ênfase no foco mental e na concentração.

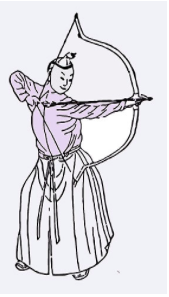
Postura de tiro instintivo

O estilo de puxada que é mais comumente associado ao tiro com arco chinês é a puxada com o polegar, que também foi o método de puxada predominante para outros povos asiáticos, como Mongóis, Tibetanos, Japoneses, Coreanos, Indianos, Turcos e Persas. No entanto, durante períodos anteriores da história chinesa (por exemplo, dinastia Zhou), a puxada de 3 dedos era comum ao mesmo tempo que a puxada do polegar era popular.
Existiam dois formatos principais de posicionamento da mão que realiza a puxada um tipicamente chinês onde se puxava a corda com o polegar deixando o dedo médio em cima do polegar e o indicador esticado na corda e a outra puxada herdada dos mongóis que consistia em puxar com o polegar deixando o dedo indicador por cima do polegar.
Além disso, os vários estilos de tiro com arco chinês ofereceram diferentes conselhos sobre outros aspectos da técnica de tiro. Por exemplo: como posicionar os pés, qual a altura para a puxada do arco, como posicionar o dedo da mão do arco, seja para aplicar tensão à mão que puxa a corda, seja para permitir que o arco gire na mão do arco após a liberação, bem como se para estender o braço de tração após a liberação. 

 Além disso, os vários estilos chineses usaram uma variedade de comprimentos de puxada: a literatura, a arte e as fotografias retratam os arqueiros chineses colocando sua mão de puxar perto do ombro da frente, perto da bochecha, perto da orelha ou passando do rosto.
A dicotomia entre a técnica de arqueria ritual/exame e a técnica do tiro ao arco para o campo de batalha fornece um exemplo significativo dos contrastes entre diferentes estilos chineses. Wang Ju, um autor da dinastia Tang, favoreceu um ritual / estilo de exame que envolveu um lançamento pós-lançamento, onde o arco gira na mão da proa e o braço de estiramento se estende para trás; Em contraste, certos autores, como Zeng Gongliang (dinastia Song), Li Chengfen (que foi influenciado pelos generais da dinastia Ming, Yu Dayou e Qi Jiguang) e Gao Ying (dinastia Ming) evitam elementos estéticos (como o seguimento de Wang Ju) em favor de desenvolver uma técnica mais prática..

## Arcos
Fontes históricas e evidências arqueológicas sugerem que existia uma variedade de tipos históricos de arco na área da atual China. A maioria dos arcos chineses era de arcos de chifre (compósitos de chifre-madeira-tendão), mas longbows e arcos com lâminas de madeira também estavam em uso. As reproduções modernas de arcos de estilo chinês adotaram formas inspiradas em projetos históricos. Mas, além de usar métodos de construção tradicionais (como compósitos de chifre-madeira-tendão), artesãos e fabricantes modernos usaram materiais modernos como fibra de vidro, fibra de carbono e plástico reforçado com fibra de vidro.
Os tópicos a seguir destacam o entendimento atual sobre algumas das principais categorias de design para arcos chineses.

### Arcos de chifre dosCitas
Os arcos de chifre deste estilo tendem a ser assimétricos e adotaram um perfil distinto, cheio de curvas deflex-reflex (coloquialmente conhecido como a forma do "arco do cupido"). Arqueólogos descobriram exemplos de arcos estilo citas que datam da dinastia Zhou Oriental (770-256 AEC) dos sítios arqueológicos de Subeixi e Yanghai..

### Longbows (self bows)
Longbows e arcos compostos de madeira eram populares no sul da China, onde o clima úmido tornava o chifre mais difícil de usar. Um exemplo escavado de um longbow chinês foi datado por volta da era dos Estados Guerreiros - Dinastia Han Ocidental (475 aC-9 DC), e suas dimensões tinham 1,59 m de comprimento, 3,4 cm de largura e 1,4 cm de espessura.

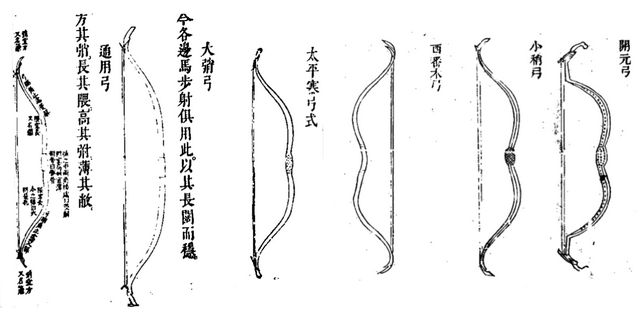
Ilustrações da dinastia Ming arcos de Wu Bei Yao Lue (à esquerda três) e Wubei Zhi (direita três). Da esquerda para a direita: de propósito geral arco (通用弓), o big-siyah arco (大弰弓), Taiping vila arco (太平寨弓), Xifan arco de madeira (西番木弓), pequeno-siyah arco (小稍弓), e Kaiyuan arco (开元弓).

### Arcos laminados de madeira
Os arcos laminados de madeira eram populares no sul da China por causa do clima úmido. Com base em arcos escavados do período de Primavera e Outono através da dinastia Han (770 aC-220 CE), a construção típica de um laminado de madeira chinês foi um arco recurvo feito de múltiplas camadas de madeira (como bambu ou amoreira), envolto em seda e lacada O comprimento típico de tais arcos era de 1,2–1,5 metros.

### Arcos de chifre com longas orelhas (Siyhas)
Arcos com longas orelhas (Siyhas) eram populares na China a partir da dinastia Han e até a dinastia Yuan (206 aC-1368 DC). (Siyahs são as seções de extremidade não flexíveis de arcos compostos asiáticos, chamadas também de orelhas em português.) O design compartilha semelhanças com os arcos de cifre dos Hunos.

Os arcos de Niya, Gansu e Khotan são exemplos de arcos com orelhas (Siyhas) longas que datam do período tardio Han para Jin (cerca de 200-300 CE). Durante este período, os siyahs tendiam ser longos e finos, enquanto as lâminas do arco eram curtas e largas. No entanto, durante o período do Yuan, os arcos com siyhas longos tendiam a ter siyhas mais pesados e as lâminas eram mais estreitas do que seus predecessores Han / Jin.
Os projetos de arco mais curtos tornaram-se populares durante a dinastia Ming (1368-1644 CE). Wubei Zhi (Capítulo 102) descreve vários estilos de arco populares durante a dinastia Ming: no Norte, arcos com siyah curtas, arcos com siyahs com sulcos, arcos com pontes também com sulcos e arcos com siyahs grandes; no sul, o arco de Chenzhou, arco de siyah curto, bem como arcos compostos de bambu terminados com laca; o arco de Kaiyuan foi usado em todas as partes da China Ming. O arco pequeno-siyah (chinês: 小 稍 弓) diferiu dos desenhos chineses anteriores em que seus siyahs eram curtos e ajustados em um ângulo para a frente da corda quando em repouso. Seu design é possivelmente relacionado ao arco de chifre coreano. O arco de Kaiyuan (chinês: 开元 弓) era um arco de tamanho pequeno a médio, que apresentava longas siyahs, e foi o arco de escolha para oficiais de alto escalão.
Wu Bei Yao Lue (Capítulo 4), outro manual militar clássico da dinastia Ming, descreve um conjunto de arcos distinto dos discutidos em Wubei Zhi. Estes incluem o arco de propósito geral, o arco grande-siyah (que foi usado tanto para infantaria quanto por cavalaria), e o arco da vila de Taiping (que se assemelhava a um design de arco coreano 高 e era favorecido no norte e no sul da China por seu superior artesanato).
Embora os arcos da era Ming tenham sido retratados na literatura e na arte, os arqueólogos ainda não recuperaram uma amostra original de um arco desse período.
O design do arco manchu tornou-se popular na China durante a dinastia Qing (1644-1911 CE). Em contraste com outros desenhos compostos asiáticos, os arcos de chifre da dinastia Qing eram grandes (até 1,7 m de comprimento quando amarrados) e apresentavam longas e pesadas orelhas (siyahs) (até 35 cm de comprimento) com pontes de cordas proeminentes. O princípio geral por trás desse design era diminuir a velocidade da flecha em favor da estabilidade e a capacidade de lançar de forma eficiente flechas longas e pesadas, que às vezes excediam um metro de comprimento.
O arco manchu influenciou os projetos modernos de arco tibetano e mongol, que são versões mais curtas do arco de chifre da dinastia Qing.

## O anel de polegar
Como os arqueiros chineses costumavam puxar a corda utilizando o polegar, eles geralmente precisavam de proteção para polegares sob a forma de um anel ou guarda de couro. Nos tempos históricos, os materiais do anel de polegar incluíam jade, metal, marfim, chifre e osso (embora espécimes feitos de materiais orgânicos tenham sido difíceis de recuperar). Por causa da importância do tiro ao arco, o significado dos anéis de polegar se estendeu para além do campo de batalha: os anéis eram comumente usados como símbolos de status, e até o fim da dinastia Han (220 CE), também eram objetos de enterro sacrificial. Embora o registro arqueológico da proteção de polegar chinesa esteja incompleto, os projetos de anéis escavados e antigos sugerem que uma variedade de projetos se tornou popular ao longo do tempo.

O anel de polegar chinês encontrado em escavações mais antigo veio do túmulo da dinastia Shang e pertenceu à Fu Hao (que morreu por volta de 1200 aC). O anel era um cilindro inclinado onde a frente, que continha um sulco para segurar a corda do arco, era maior do que a parte de trás. Uma escavação do túmulo do marquês de Jin no condado de Quwo, Shanxi, revelou um anel de polegar de jade ocidental Zhou, que tinha um design de lábios, mas apresentava decorações de taotie semelhantes ao anel de Fu Hao da dinastia Schangd. Do período dos Estados Guerreiros até a dinastia Han (475 BCE-220 CE), os anéis escavados geralmente tinham um design de lábios com um esporão distinto do lado (existem várias teorias sobre a função do esporão). Os anéis da dinastia Qing (1644-1911) eram cilindros redondos ou cilindros em forma de D.
Além dos exemplos acima, é difícil descrever os designs de anéis de polegar de outros períodos de tempo. Por exemplo, os anéis de polegar estão ausentes de registros arqueológicos entre as dinastias Han e Ming (220-1368 CE), embora a literatura contemporânea (como o manual de tiro ao arco de Wang Ju da dinastia Tang) indique que os arqueiros chineses ainda estivessem usando a puxada do polegar. Além disso, a evidência sugere que uma variedade de formas de anel eram populares durante a dinastia Ming (1368-1644 CE). O manual de tiro com arco de Li Chengfen recomendava o uso de anéis com aberturas oval, e o manual de tiro com arco de Gao Ying descrevia o uso de anéis de lábios e continha ilustrações que representavam um arquiteto usando um anel de lábios. Até o momento, no entanto, os únicos anéis recuperados que pretendem ser da dinastia Ming têm desenhos cilíndricos que são diferentes dos anéis de polegar da era Qing.
Até o momento, existem pouquíssimos (se houver) exemplos escavados de proteção de mão para arqueiros chineses usando a puxada de 3 dedos. No entanto, Xin Ding San Li Tu (um guia ilustrado da dinastia Song para os rituais de tiro com arco da dinastia de Zhou) descreve uma aba feita de cana vermelha (chamada Zhu Ji San, 朱 极 三) para proteger os dedos indicador, médio e anelar para a puxada.

## Lendas
Lendas sobre o arco e flecha permeiam a cultura Chinesa. Um conto antigo descreve como o Imperador Amarelo, o antecessor do povo Chinês, inventou o arco e a flecha:
| “ | Há muito tempo, Huangdi saiu caçando armado com uma faca de pedra. De repente, um tigre saltou de uma moita. Huangdi escalou apressadamente uma árvore para escapar. Sendo uma criatura paciente, o tigre sentou-se no fundo da árvore para ver o que aconteceria a seguir. Huangdi viu que a madeira de amoreira era flexível, então ele cortou um ramo com sua faca de pedra para fazer um arco. Então ele viu uma videira crescendo na árvore, e cortou um comprimento para fazer uma corda. Em seguida, ele viu um bambu perto que era reto, então cortou uma peça para fazer uma flecha. Com seu arco e flecha, ele atirou no tigre nos olhos. O tigre fugiu e Huangdi escapou. | ” |

Outro mito foi Houyi atirando contra o sol. Outros mitos também caracterizam Houyi lutando contra uma variedade de monstros (que eram metáforas para desastres naturais) usando seu arco vermelho cinabrio.
"Existiu um homem chamado Cheyn que morava em uma aldeia ao pé de uma montanha. Um dia. ele foi atacado por um coelho raivoso. Para se salvar, ele pegou o ramo de uma árvore e o nervo de um veado morto e perto dele pegou um pedaço do chão e, usando seu novo aparato, derrubou o pau e matou o coelho. Quando voltou, ele foi saudado como herói pela aldeia e foi transformado em rei."[carece de fontes?]

### Citações
1. ↑  «Archived copy». Consultado em 26 de dezembro de 2010. Arquivado do original em 31 de janeiro de 2011
2. ↑  http://www.manchuarchery.org/photographs
3. ↑  «Six Arts of Ancient China»
4. ↑  Selby (2000), pp. 52, 71, 145--148, 193, 240.
5. ↑  Selby (2010), pp. 52--54.
6. ↑  «A Brief Chronology of Juyuanhao»
7. ↑  Article about the 2009 Chinese Traditional Archery Seminar
8. ↑  «News coverage of the 2010 Chinese Traditional Archery Seminar»
9. ↑  Tian and Ma (2015), p. 14.
10. ↑  Selby (2000), pp. 174--175.
11. ↑  Selby (2000), pp. 162, 172--173.
12. ↑  «Stephen Selby (2001). A Crossbow Mechanism with Some Unique Features from Shandong, China.». Consultado em 20 de agosto de 2008. Arquivado do original em 18 de maio de 2008
13. ↑  http://www.univ-paris-diderot.fr/eacs-easl/DocumentsFCK/file/BOA14juin.pdf Arquivado em 10 de junho de  2016, no Wayback Machine. p. 1.
14. ↑  Selby (2000), pp. 76-77.
15. ↑  Selby (2000), pp. 75--76.
16. ↑  Selby (2000), pp. 182--183.
17. ↑  Selby (2000), pp. 193--196.
18. ↑  Selby (2000), pp. 248--251.
19. ↑  Selby (2000), pp. 267--270.
20. ↑  Selby (2000), pp. 348--356.
21. ↑  Selby (2000), pp. 352.
22. ↑  «Cópia arquivada». Consultado em 4 de maio de 2016. Arquivado do original em 24 de abril de 2016
23. ↑  https://www.theguardian.com/artanddesign/2014/aug/24/ming-british-museum-empire-strikes-back-50-years-changed-china
24. ↑  Gray Tuttle; Kurtis R. Schaeffer (12 de março de 2013). The Tibetan History Reader. [S.l.]: Columbia University Press. pp. 303–. ISBN 978-0-231-51354-8
25. ↑  http://hua.umf.maine.edu/China/HistoricBeijing/Forbidden_City/
26. ↑  «Cópia arquivada». Consultado em 29 de outubro de 2017. Arquivado do original em 29 de outubro de 2017
27. ↑  https://aacs.ccny.cuny.edu/2009conference/Wenxian_Zhang.pdf p. 165.
28. ↑  Zhidong Hao (1 de fevereiro de 2012). Intellectuals at a Crossroads: The Changing Politics of China's Knowledge Workers. [S.l.]: SUNY Press. pp. 37–. ISBN 978-0-7914-8757-0
29. ↑  Frederick W. Mote; Denis Twitchett (26 de fevereiro de 1988). The Cambridge History of China: Volume 7, The Ming Dynasty, 1368-1644. [S.l.]: Cambridge University Press. pp. 122–. ISBN 978-0-521-24332-2
30. ↑  Stephen Selby (1 de janeiro de 2000). Chinese Archery. [S.l.]: Hong Kong University Press. pp. 267–. ISBN 978-962-209-501-4
31. ↑  Edward L. Farmer (1995). Zhu Yuanzhang and Early Ming Legislation: The Reordering of Chinese Society Following the Era of Mongol Rule. [S.l.]: BRILL. pp. 59–. ISBN 90-04-10391-0
32. ↑  Sarah Schneewind (2006). Community Schools and the State in Ming China. [S.l.]: Stanford University Press. pp. 54–. ISBN 978-0-8047-5174-2
33. ↑  http://www.san.beck.org/3-7-MingEmpire.html
34. ↑  «Cópia arquivada». Consultado em 17 de dezembro de 2010. Arquivado do original em 12 de outubro de 2015
35. ↑  «Cópia arquivada». Consultado em 28 de outubro de 2017. Arquivado do original em 29 de outubro de 2017
36. ↑  Lo Jung-pang (1 de janeiro de 2012). China as a Sea Power, 1127-1368: A Preliminary Survey of the Maritime Expansion and Naval Exploits of the Chinese People During the Southern Song and Yuan Periods. [S.l.]: NUS Press. pp. 103–. ISBN 978-9971-69-505-7
37. ↑  http://en.dpm.org.cn/EXPLORE/ming-qing/
38. ↑  Stephen Selby (1 de janeiro de 2000). Chinese Archery. [S.l.]: Hong Kong University Press. pp. 271–. ISBN 978-962-209-501-4
39. ↑  Si-yen Fei (2009). Negotiating Urban Space: Urbanization and Late Ming Nanjing. [S.l.]: Harvard University Press. pp. x–. ISBN 978-0-674-03561-4
40. ↑  Foon Ming Liew (1 de janeiro de 1998). The Treatises on Military Affairs of the Ming Dynastic History (1368-1644): An Annotated Translation of the Treatises on Military Affairs, Chapter 89 and Chapter 90: Supplemented by the Treatises on Military Affairs of the Draft of the Ming Dynastic History: A Documentation of Ming-Qing Historiography and the Decline and Fall of. [S.l.]: Ges.f. Natur-e.V. p. 243. ISBN 978-3-928463-64-5
41. ↑  Shih-shan Henry Tsai (1 de julho de 2011). Perpetual happiness: the Ming emperor Yongle. [S.l.]: University of Washington Press. pp. 23–. ISBN 978-0-295-80022-6
42. ↑  Frederick W. Mote; Denis Twitchett (26 de fevereiro de 1988). The Cambridge History of China: Volume 7, The Ming Dynasty, 1368-1644. [S.l.]: Cambridge University Press. pp. 277–. ISBN 978-0-521-24332-2
43. ↑  Frederick W. Mote; Denis Twitchett (26 de fevereiro de 1988). The Cambridge History of China: Volume 7, The Ming Dynasty, 1368-1644. [S.l.]: Cambridge University Press. pp. 403–. ISBN 978-0-521-24332-2
44. ↑  Frederick W. Mote; Denis Twitchett (26 de fevereiro de 1988). The Cambridge History of China: Volume 7, The Ming Dynasty, 1368-1644. [S.l.]: Cambridge University Press. pp. 404–. ISBN 978-0-521-24332-2
45. ↑  Frederick W. Mote; Denis Twitchett (26 de fevereiro de 1988). The Cambridge History of China: Volume 7, The Ming Dynasty, 1368-1644. [S.l.]: Cambridge University Press. pp. 414–. ISBN 978-0-521-24332-2
46. ↑  Frederick W. Mote; Denis Twitchett (26 de fevereiro de 1988). The Cambridge History of China: Volume 7, The Ming Dynasty, 1368-1644. [S.l.]: Cambridge University Press. pp. 425–. ISBN 978-0-521-24332-2
47. ↑  Frederick W. Mote; Denis Twitchett (26 de fevereiro de 1988). The Cambridge History of China: Volume 7, The Ming Dynasty, 1368-1644. [S.l.]: Cambridge University Press. pp. 514–. ISBN 978-0-521-24332-2
48. ↑  http://www.ibiblio.org/chinesehistory/contents/06dat/bio.1imp.html
49. ↑  Selby (2010), p. 60.
50. ↑  «Iconography of Mounted Archery of Western Han Dynasty»
51. ↑  Selby (2000), pp. 178--182.
52. ↑  Selby (2000), p. 386.
53. ↑  «Translated by Stephen Selby (1999). The History of Ju Yuan Hao Bowmakers of Beijing.»
54. ↑  Asian Traditional Archery Research Network
55. ↑  李松. «Reviving traditional Chinese archery[1]- Chinadaily.com.cn». europe.chinadaily.com.cn. Consultado em 9 de janeiro de 2018
56. ↑  Selby (2000), pp. 119--120, 271, 360.
57. ↑  «Stephen Selby (1999).Perfecting the Mind and the Body.»
58. ↑  Koppedrayer (2002), pp. 7--9.
59. ↑  E.T.C. Werner (1972). Chinese Weapons. Ohara Publications. p. 59. ISBN 0-89750-036-9
60. ↑  Nie Chongyi (10th century CE). Xin Ding San Li Tu.
61. ↑  Selby, Stephen. Chinese Archery. [S.l.: s.n.] 201 páginas
62. ↑  «Stephen Selby (1997). The Archery Tradition of China.»
63. ↑  Translated by Stephen Selby (1998).Qi Ji-guang's Archery Method.
64. ↑  «Cheng Ziyi (1638). Illustration from the Wu Bei Yao Lue ('Outline of Military Preparedness' : The Theory of Archery).»
65. ↑  Ji Jian (1679). Guan Shi Xin Zhuang.
66. ↑  «Translated by Stephen Selby (1998). 'Makiwara Madness' from the Bukyo Shagaku Sheiso. Gao Ying, 1637.»
67. ↑  Han Dynasty Block Prints (see items [1] and [2] in the thread)
68. ↑  Selby (2000), pp. xix--xx, xxii--xxiii, 57, 110, 123, 148, 179--181, 205, 340--341, 365--369.
69. ↑  «Selby (2002--2003). Chinese Archery - An Unbroken Tradition?». Consultado em 17 de dezembro de 2010. Arquivado do original em 12 de outubro de 2015
70. ↑  Selby (2000), pp. 241--242, 276--278, 337.
71. ↑  Selby (2010), pp. 54--57
72. ↑  «Bede Dwyer (2004). Scythian-Style Bows Discovered in Xinjiang.»
73. ↑  Selby (2003), p. 15.
74. ↑  «ATARN Letters, December 2000»
75. ↑  ATARN Letters, September 2001
76. ↑  Yang Hong (1992). Weapons in Ancient China. Science Press. pp. 94--95, 196--202. ISBN 1-880132-03-6
77. ↑  «Stephen Selby (2001). Reconstruction of the Niya Bow.»
78. ↑  Stephen Selby (2002). Two Late Han to Jin Bows from Gansu and Khotan.
79. ↑  Selby (2010), pp. 62--63.
80. ↑  Selby (2010), pp. 63--65.
81. ↑  Mao Yuanyi (1621). Wubei Zhi (Chapter 102, Bows).
82. ↑  Selby (2010), p. 64.
83. ↑  Cheng Ziyi (1638). Wu Bei Yao Lue (Chapter 4, Illustrations of Infantry and Mounted Archery Methods).
84. ↑  Selby (2010), p. 63.
85. ↑  https://web.archive.org/web/20120720220357/http://www.chinese-swords-guide.com/chinese-archery-3.html
86. ↑  Dekker (2010), pp. 18--19.
87. ↑  Selby (2003), pp. 38--39.
88. ↑  «Eric J. Hoffman (2008). Chinese Thumb Rings: From Battlefield to Jewelry Box.»
89. ↑  Bede Dwyer (1997--2002). Early Archers' Rings.
90. ↑  Selby (2003), pp. 54--57.
91. ↑  «Jades from Major Archaeological Discoveries in China in 2006.»
92. ↑  Koppedrayer (2002), pp. 18--30.
93. ↑  Selby (2000), p. xvii.
94. ↑  «Hou Yi Shooting the Sun»
95. ↑  Selby (2000), p. 19.